# Marînka, Jîdaciv
Marînka (în ucraineană Маринка) este un sat în comuna Volodîmîrți din raionul Jîdaciv, regiunea Liov, Ucraina.

## Demografie
Componența lingvistică a localității Marînka
     Ucraineană (99,07%)
     Alte limbi (0,93%)
Conform recensământului din 2001, majoritatea populației localității Marînka era vorbitoare de ucraineană (99,07%), existând în minoritate și vorbitori de alte limbi.